# Röplabda az 1968. évi nyári olimpiai játékokon
Az 1968. évi nyári olimpiai játékokon a röplabdatornákat október 13. és 26. között rendezték.

## Éremtáblázat
(Az egyes számoszlopok legmagasabb értéke, vagy értékei vastagítással kiemelve.)
| Az 1968. évi nyári olimpiai játékok éremtáblázata röplabdában | Az 1968. évi nyári olimpiai játékok éremtáblázata röplabdában | Az 1968. évi nyári olimpiai játékok éremtáblázata röplabdában | Az 1968. évi nyári olimpiai játékok éremtáblázata röplabdában | Az 1968. évi nyári olimpiai játékok éremtáblázata röplabdában | Olimpia  |
| ------------------------------------------------------------- | ------------------------------------------------------------- | ------------------------------------------------------------- | ------------------------------------------------------------- | ------------------------------------------------------------- | -------- |
|                                                               | Ország                                                        | Arany                                                         | Ezüst                                                         | Bronz                                                         | Összesen |
| 1.                                                            | Szovjetunió (URS)                                             | 2                                                             | 0                                                             | 0                                                             | 2        |
|                                                               |                                                               |                                                               |                                                               |                                                               |          |
| 2.                                                            | Japán (JPN)                                                   | 0                                                             | 2                                                             | 0                                                             | 2        |
|                                                               |                                                               |                                                               |                                                               |                                                               |          |
| 3.                                                            | Csehszlovákia (TCH)                                           | 0                                                             | 0                                                             | 1                                                             | 1        |
|                                                               | Lengyelország (POL)                                           | 0                                                             | 0                                                             | 1                                                             | 1        |
|                                                               |                                                               |                                                               |                                                               |                                                               |          |
| Összesen                                                      | Összesen                                                      | 2                                                             | 2                                                             | 2                                                             | 6        |

## Érmesek

### Férfi torna
| Az 1968. évi nyári olimpiai játékok érmesei férfi röplabdában | Az 1968. évi nyári olimpiai játékok érmesei férfi röplabdában | Az 1968. évi nyári olimpiai játékok érmesei férfi röplabdában | Az 1968. évi nyári olimpiai játékok érmesei férfi röplabdában |
| --- | --- | --- | ------------------------------------------------------------- |
| Arany | Ezüst | Bronz |                                                               |
| Szovjetunió (URS) | Japán (JPN) | Csehszlovákia (TCH) |                                                               |
| Eduard Szibirjakov Jurij Pojarkov Georgij Mondzolevszkij Valerij Kravcsenko Volodimir Bjeljajev Jevhen Lapinszkij Ivans Bugajenkovs Oļegs Antropovs Vasilijus Matuševas Viktor Mihalcsuk Borisz Terescsuk Volodimir Ivanov | Koizumi Iszao Micumori Jaszuaki Morita Dzsungo Nekoda Kacutosi Kimura Kendzsi Simaoka Kendzsi Siragami Mamoru Maszajuki Minami Ikeda Naohiro Óko Szeidzsi Jokota Tadajosi Szató Tecuo | Bohumil Golián Antonín Procházka Petr Kop Jiří Svoboda Josef Musil Lubomír Zajíček Josef Smolka Vladimír Petlák František Sokol Zdeněk Groessl Pavel Schenk Drahomír Koudelka |                                                               |

### Női torna
| Az 1968. évi nyári olimpiai játékok érmesei női röplabdában | Az 1968. évi nyári olimpiai játékok érmesei női röplabdában | Az 1968. évi nyári olimpiai játékok érmesei női röplabdában | Az 1968. évi nyári olimpiai játékok érmesei női röplabdában |
| --- | --- | --- | ----------------------------------------------------------- |
| Arany | Ezüst | Bronz |                                                             |
| Szovjetunió (URS) | Japán (JPN) | Lengyelország (POL) |                                                             |
| Ljudmila Buldakova Ljudmila Mihajlovszkaja Tatjana Veinberga Vera Lantratova Vera Galuska-Dujunova Tatjana Szaricseva Tatjana Ponyajeva-Tretyakova Nyina Szmolejeva Inna Riszkal Galina Leontyeva Roza Salihova Valentyina Kamenyek-Vinogradova | Onozava Aiko Kaszahara Jóko Kodzsima Jukijo Hama Keiko Sisikura Kunie Furakava Makiko Fukunaka Szacsiko Inoue Szecuko Josida Szecuko Oinuma Szumie Takajama Szuzue Ivahara Tojoko | Elżbieta Porzec Zofia Szczęśniewska Wanda Wiecha-Wanot Barbara Hermela-Niemczyk Krystyna Ostromęcka-Guryn Krystyna Krupa Jadwiga Marko-Książek Józefa Ledwig Krystyna Jakubowska Lidia Chmielnicka Krystyna Czajkowska-Rawska Halina Aszkiełowicz |                                                             |